# Noël Le Boyer
Noël Le Boyer, né Léon Le Boyer le 8 décembre 1883 à Caen et mort le 8 mars 1967 à Paris, est un photographe français.
Photojournaliste et photographe documentaire, il a pris de nombreux clichés en noir et blanc (environ 60 000) pendant la Première Guerre mondiale,  l'entre-deux-guerres, la Seconde Guerre mondiale et l'après-guerre.

## Sa vie
Léon Le Boyer est d'abord dessinateur chez un imprimeur, puis il s'oriente vers la photographie pendant la Première Guerre mondiale, confectionnant des cartes postales décorées de guirlandes, de fleurs ou d'autres motifs en fonction de la mode de l'époque pour les fêtes ou les amoureux. Il devient aussi reporter-photographe, ses clichés paraissant dans de nombreux journaux comme Match, L'Illustration, Voilà, etc.
Dans les années 1930, il transforme son prénom en « Noël » et photographie la France de cette époque, en particulier les chemins de fer et autres techniques.
Pendant la Seconde Guerre mondiale, il est correspondant de guerre pendant la Drôle de guerre, puis photographie la vie quotidienne des Parisiens pendant l'Occupation. Il poursuit son œuvre dans la période d'après-guerre, s'intéressant entre autres à l'architecture et aux sites touristiques français.

## Son œuvre
- Le « fonds Le Boyer » a été déposé aux Archives photographiques de la Médiathèque de l’architecture et du patrimoine, et 4 278 de ses photographies sont consultables dans la base Mérimée[3] du ministère de la Culture. Les clichés militaires sont conservés aux Invalides.

Quelques photographies :
- Moisson dans les terres de Vendée (rentrée de la moisson à Saint-Jean-de-Monts, charrette tirée par un cheval) ;
- Paysages des bords de Seine (église Saint-Martin de Triel-sur-Seine) ;
- Vue générale de la ville  (Estaing, château) ;
- Deux marins assis sur un banc sur le port (Cancale) ;
- Le village et ses toits (Evecquemont, Yvelines) ;
- La rue et maison de Berlioz (Paris, XVIIIe) ;
- La ville entre les arbres et le parapet (Chartres, cathédrale Notre-Dame) ;
- Baie du Moulin-Blanc, rade de Brest (port du Moulin-Blanc à Brest) ;
- Arrivée du président Wilson à Brest : à bord du Tudno, le général Pershing (le 13 décembre 1918).